# Marián Kello
Marián Kello (Gelnica, Eslovaquia, 5 de septiembre de 1982), futbolista eslovaco. Juega de portero y su actualmente juega en el Saint Mirren FC de la Premier League de Escocia.

## Selección nacional
Ha sido internacional con la Selección de fútbol de Eslovaquia, ha jugado 1 partido internacional.

## Clubes
| Club                    | País            | Año       |
| ----------------------- | --------------- | --------- |
| 1. FC Košice            | Eslovaquia      | 2001-2002 |
| FC Vítkovice            | República Checa | 2002-2006 |
| FBK Kaunas              | Lituania        | 2007-2008 |
| Heart of Midlothian FC  | Escocia         | 2008-2012 |
| Astra Giurgiu           | Rumania         | 2012      |
| Wolverhampton Wanderers | Inglaterra      | 2013      |
| Saint Mirren FC         | Escocia         | 2013-     |